# كارل كوش
كارل كوش (بالإنجليزية: Carl Koch)‏ هو مهندس معماري أمريكي، ولد في 11 مايو 1912 في ميلواكي في الولايات المتحدة، وتوفي في 3 يوليو 1998 في كامبريدج في الولايات المتحدة.